# Утянка (Новосибирская область)
Утянка — село в Доволенском районе Новосибирской области России. Административный центр Утянского сельсовета.

## География
Площадь села — 80 гектаров. Находится на берегу озёр Большое Утичье и Малое Утичье.

## Население
| 2002  | 2007  | 2010  | 2012  | 2013  | 2014  | 2015  |
| ----- | ----- | ----- | ----- | ----- | ----- | ----- |
| 1378  | ↘1314 | ↘1207 | ↘1193 | ↘1168 | ↘1139 | ↘1124 |
| 2016  | 2017  | 2018  | 2019  | 2020  | 2021  | 2022  |
| ↘1107 | ↘1083 | ↘1072 | ↘1037 | ↘1022 | ↘1012 | ↘990  |
| 2023  | 2024  |       |       |       |       |       |
| ↘873  | ↘846  |       |       |       |       |       |

## Улицы
| - ул. Набережная, - ул. Пятилетка, | - ул. Сибирская, - ул. Центральная. |

## Экономика
Градообразующим предприятием села является ОАО «Молкомбинат Утянский», занимающийся производством сливочного масла, молока, сливок и других молочных продуктов в твердых формах.

## Инфраструктура
В селе по данным на 2007 год функционируют 1 учреждение здравоохранения, 2 образовательных учреждения.